# Olympische Sommerspiele 1952/Teilnehmer (Bahamas)
| Gelbes Symbol für Goldmedaillen mit stilisierten Olympischen Ringen | Graues Symbol für Silbermedaillen mit stilisierten Olympischen Ringen | Braundes Symbol für Bronzemedaillen mit stilisierten Olympischen Ringen |
| ------------------------------------------------------------------- | --------------------------------------------------------------------- | ----------------------------------------------------------------------- |
| —                                                                   | —                                                                     | —                                                                       |

Die Bahamas nahmen an den Olympischen Sommerspielen 1952 in der finnischen Hauptstadt Helsinki mit sieben männlichen Sportlern an drei Wettkämpfen in einer Sportart teil.
Es war die erste Teilnahme der Bahamas an Olympischen Sommerspielen.

## Teilnehmer nach Sportart

### Segeln
Fin-Dinghy
- Kenneth Albury
Finale: 3209 Punkte, Rang 14
Rennen 1: Rennen nicht beendet
Rennen 2: 372 Punkte, 1:49:36 h, Rang 15
Rennen 3: 548 Punkte, 1:25:33 h, Rang 10
Rennen 4: 434 Punkte, 1:23:22 h, Rang 13
Rennen 5: 703 Punkte, 1:30:43 h, Rang 07
Rennen 6: 645 Punkte, 1:25:26 h, Rang 08
Rennen 7: 507 Punkte, 1:28:41 h, Rang 11

5,5-m-R-Klasse
- Godfrey Higgs, Basil Kelly, Basil McKinney und Don Pritchard
Finale: 1428 Punkte, Rang 15
Rennen 1: 129 Punkte, 2:48:20 h, Rang 15
Rennen 2: 226 Punkte, 3:29:42 h, Rang 12
Rennen 3: 191 Punkte, 2:43:53 h, Rang 13
Rennen 4: 351 Punkte, 3:03:27 h, Rang 09
Rennen 5: 226 Punkte, 3:04:57 h, Rang 12
Rennen 6: 101 Punkte, 2:57:28 h, Rang 16
Rennen 7: 305 Punkte, 3:31:07 h, Rang 10

 Star
- Sloane Farrington und Durward Knowles
Finale: 4405 Punkte, Rang 5
Rennen 1: 946 Punkte, 2:48:57 h, Rang 3
Rennen 2: 645 Punkte, 3:16:33 h, Rang 6
Rennen 3: 645 Punkte, 2:50:43 h, Rang 6
Rennen 4: 423 Punkte, 3:05:10 h, Rang 10
Rennen 5 1122 Punkte, 2:55:00 h, Rang 2
Rennen 6: 578 Punkte, 2:59:12 h, Rang 7
Rennen 7: 469 Punkte, 3:27:38 h, Rang 9